# Cecilia Åsberg
Åsa Cecilia Åsberg, född 23 februari 1974 i Halmstad, är en svensk tvärvetenskaplig kulturvetare med inriktning på teknik, biologi och miljöfrågor. Sedan 2015 är hon professor i Genus, natur, kultur. 2005 var hon den första att disputera i Sverige i ämnet genusvetenskap. Cecilia Åsberg introducerade mer-än-mänsklig eller posthumanistisk teori och praktik för tvärvetenskaplig och samhällsrelevant humaniora när hon startade forskargruppen The Posthumanities Hub 2008 vid Linköpings universitet. Samtidskonst och naturvetenskap både breddar och fördjupar här forskningen. 2013-2017 initierade hon och Johan Hedren det svensk-internationella forskningsprogrammet i miljöorienterad humaniora, The Seed Box, också vid Linköpings universitet. Posthumaniora, som var en viktig del av programmet, är ett samlingsbegrepp för extra-humanistisk natur- och kulturvetenskap som sätter människor i sina nödvändiga ekologiska och teknologiska sammanhang men även det icke-mänskliga (teknik, djur, miljö) i kulturella sammanhang.      

## Biografi

### Utbildning
Åsberg avlade magisterexamen i kulturvetenskap 1998 vid Linköpings universitet. 1998 publicerade Åsberg, utifrån sin kandidatuppsats i kvinnovetenskap, en historiografisk analys av det svenska begreppet genus i jämförelse med engelskspråkig forskning om gender. Åsberg arbetade parallellt med sina doktorandstudier 1999-2005 vid det nystartade Tema genus också vid utbildningsprogrammet för Kultur, Samhälle och Mediegestaltning på Campus Norrköping. Hon gästforskade även vid Lancaster University i England och var en av redaktörerna vid danska könsforskningstidskriften Kvinder, Køn & Forskning. Hon disputerade 2005 i Linköping som den första filosofie doktorn i Sverige (och Skandinavien) i ämnet genusvetenskap på avhandlingen Genetiska föreställningar: Mellan genus och gender i populär/vetenskapens visuella kulturer.

### Forskning
I anslutning till disputationen kom Åsberg som lektor till Utrechts universitet i Holland där hon undervisade 2005-2008 i flera magisterprogram, exempelvis genus och etnicitet, kultur och historia och nya medier. Samtidigt gjorde hon forskning som postdok inom ett svenskt projekt om historiebruk och nya medier finansierat av Vetenskapsrådet och undervisade för nordiska, svenska och europeiska forskarskolor.
Åsberg har utvecklat en form av tvärvetenskap med specialanpassade metoder för att studera såväl specifika fall som breda kulturella mönster som spänner över natur- och kulturvetenskapernas kunskapsdomän. Hon kallar det feministisk posthumaniora, som sätter människor i ekologisk och världslig kontext samtidigt som det sätter det icke-mänskliga (teknik, natur, djur) i kulturell kontext.
2008 fick Åsberg  tjänsten som research fellow inom en satsning på unga forskningsledare vid Linköpings universitet.  Åsberg bildade då forskarlaget The Posthumanities Hub med doktorander, besökande forskare och så småningom postdok-tjänster. Runt 2011 började Åsberg, tillsammans med Astrida Neimanis vid The Posthumanities Hub, att utveckla den miljöorienterade humaniora som 2013 gav upphov till The Seed Box, det nationella forskningsprogrammet inom environmental humanities, finansierat av Mistra och Formas, som hon byggde upp och ledde fram till 2017. Åsberg arbetade även med kulturella och grundvetenskapliga förståelse av Alzheimers sjukdom. Det var ett projekt som utgick från studier av läkemedelsreklam som initierats redan vid Utrechts universitet och som sedan, vid Linköpings universitet, fick anslag från Europeiska forskningsrådet i ett projekt lett av Ericka Johnson. Åsberg och Johnson hade även samarbetat kring forskning om den svenska lanseringen av läkemedlet Viagra och bilderna av maskulinitet som förmedlades i reklam och hälsoinformation.
Åsberg arbetade 2010-2012 som chefredaktör för den nordiska könsforskningstidskriften Nordic Journal of Feminist and Gender Research. Hon blev 2010 docent i genusvetenskap vid Linköpings universitet. Åren 2018-2021 arbetade Åsberg huvudsakligen som gästprofessor vid Kungliga Tekniska Högskolan (KTH) vid institutionen för filosofi och historia med inriktning mot genus, miljö, vetenskaps- och teknikstudier. Åsbergs vetenskapliga publicering har (2023) enligt Google Scholar drygt 1875 citeringar och ett h-index på 22-23. 
Åsberg medverkar vid internationella konferenser och är vetenskaplig rådgivare till forskningsprogrammet Biodiverse Anthropocenes vid Uleåborgs universitet och är ofta gästprofessor på deltid vid andra lärosäten, senast vid Oslo storstadsuniversitet. Hon är vetenskaplig rådgivare för internationella och vetenskaplig facktidskrifter inom miljöhumaniora, genus- och teknikforskning, men även för Göteborgs vetenskapsfestival. Åsberg arbetar mycket med forskningsöverföring mellan ämnen men även med popularisering av kunskap.